# Iglesia y Hospital de la Caridad (Sevilla)
El Hospital de la Santa Caridad es un conjunto arquitectónico español del siglo XVII, perteneciente al barroco sevillano, sede de la institución benéfica promovida por el filántropo Miguel de Mañara. Se encuentra situada en el barrio del Arenal, en el antiguo arrabal de la Carretería, a extramuros de la Sevilla histórica, limitando la parte trasera con la línea por donde corría la muralla que cercaba la ciudad.
La Hermandad de la Santa Caridad fue fundada en el siglo XV. Con el nombramiento de Miguel Mañara como hermano mayor en 1663, se llevó a cabo la terminación de la iglesia y la construcción del hospital, que albergaría un gran número de pobres y enfermos.

## La Hermandad de la Santa Caridad
La Hermandad de la Santa Caridad fue fundada en Sevilla a mediados del siglo XV y sus primeras reglas están fechadas en 1578, tenía entre sus cometidos trasladar al hospital a los enfermos desvalidos, asistir espiritual y temporalmente a los reos que eran condenados a muerte y darles sepultura. También prestaba auxilio cuando se producían riadas en el Guadalquivir y recogían los cadáveres que se encontraban en sus orillas.
El gran impulsor material y espiritual de la Hermandad fue Miguel Mañara que ingresó como hermano en 1662, un hecho que cambió y transformó de forma sustancial a la Hermandad de la Caridad, que pasó a ocuparse de los más necesitados vivos y no solo encaminada a honrar a los difuntos. Mañara pidió la cesión de una de las “reales atarazanas” que había mandado edificar el rey Alfonso X de Castilla en 1252 para la construcción de naves. Abrió las puertas del hospicio para que todas las personas sin techo pudiesen encontrar refugio para pasar la noche en él. Emprendió la creación de un comedor y de un hospital dotado de 50 camas. Para su acción incrementó en más de 500 las personas que ingresaron en la Hermandad y elevó de manera astronómica la recaudación de limosnas entre 1661 y 1679 en un millón de ducados, que fueron gastados en socorro a los pobres y otras obras caritativas.
La cofradía disponía en el barrio del Arenal, vecino a las Atarazanas, de una pequeña ermita destinada al culto, bajo la advocación de San Jorge. En 1645, antes de la llegada de Miguel de Mañara a la institución, habían adquirido un solar para la construcción de una nueva iglesia.

## Iglesia

### Historia de la construcción
En 1644, por ruina de la antigua capilla dedicada a San Jorge, se había decidido la construcción de una nueva iglesia según planos de Pedro Sánchez Falconete. Las obras quedaron paralizadas por motivos económicos y porque la Hermandad no era la propietaria de todos los terrenos. Miguel Mañara, que había sido nombrado hermano mayor en 1663, se convirtió en el principal impulsor del proyecto y agilizó las obras del templo. Los planos fueron reformados por iniciativa de propio Mañara y la fachada fue rematada por Leonardo de Figueroa. La capilla mayor y la sacristía quedaron terminadas en 1670. La iglesia se inauguró el 16 de julio de 1674. Tras esto dio comienzo el proceso de ornamentación, que sería culminado en 1685, después del fallecimiento de Mañara.
En 1721 finalizó la construcción de los patios del hospital y de la torre de la iglesia, realizada por Leonardo de Figueroa.

### Fachada de la iglesia
La fachada de la iglesia, obra representativa del barroco sevillano, se encuentra estructurada en tres cuerpos de altura y presenta un esquema de gran simplicidad constructiva. Los dos tramos superiores se encuentran decorados con azulejos que representan a sus patronos San Jorge y Santiago y a las tres virtudes teologales, Fe, Esperanza y Caridad. Más abajo, a los dos lados de la puerta se contemplan esculturas del rey Fernando III y San Hermenegildo. La fachada aparece rematada por un ático precedido por una baranda de hierro y flanqueado por dos pináculos de ladrillo.

### Interior del templo
La iglesia es de una sola nave cubierta con bóveda de cañón y una pequeña cúpula en el antipresbiterio. Los muros se articulan con pilastrones y pilastras corintias que sostienen una cornisa de saliente alero. A los pies de la iglesia se encuentra el coro, elevado sobre una arcada triple. El templo se encuentra decorado con yeserías que en su nave central presenta formas abstractas.

#### Imágenes y elementos decorativos
La decoración interior de la iglesia fue programada por el propio Miguel de Mañara, y en ella intervinieron artistas tan prestigiosos como Murillo, Valdés Leal, Pedro Roldán y Bernardo Simón de Pineda que plasmaron la inspiración de Mañara acerca de la caridad cristiana.

Elementos de la Iglesia de San Jorge
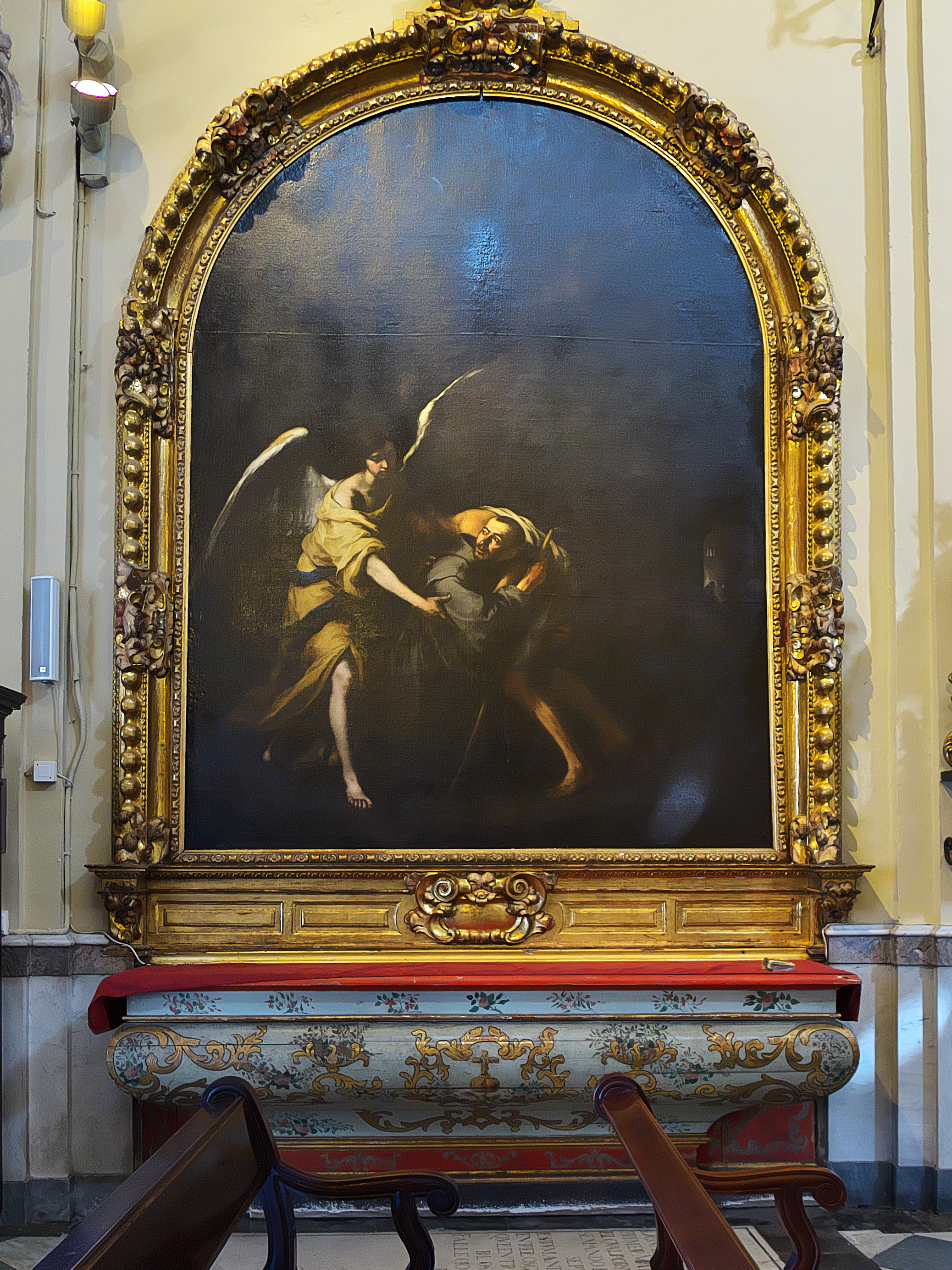
San Juan de Dios, Bartolomé Esteban Murillo.
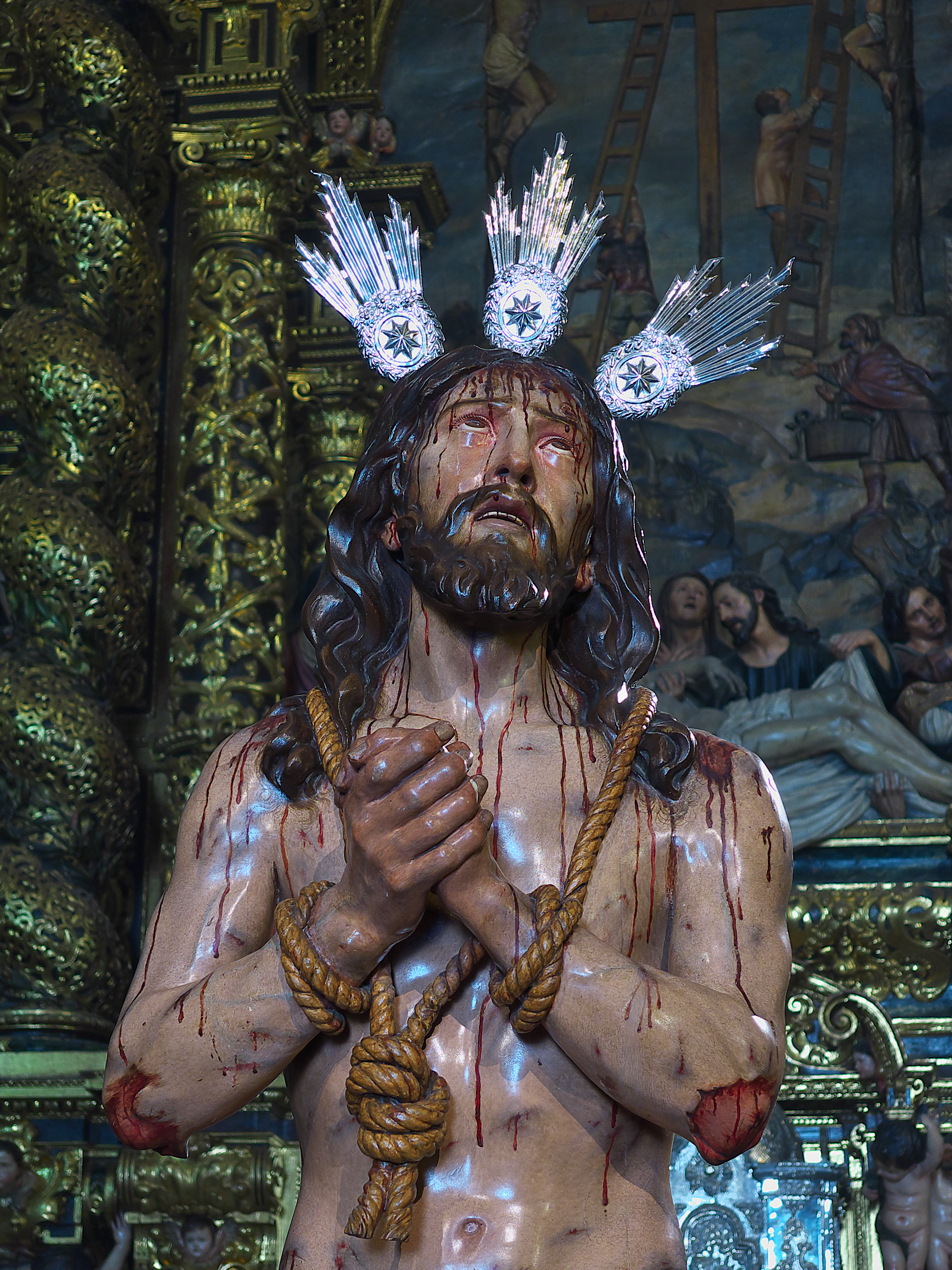
Santo Cristo de la Caridad. Pedro Roldán

A los pies del templo se encuentras dos de las obras maestras de Juan de Valdés Leal que contienen una profunda meditación sobre la muerte y los acontecimientos espirituales que la suceden: Finis gloriae mundi e In Ictu Oculi. Estas obras son conocidas como los «jeroglíficos de las postrimerías».
En el trascoro se encuentra El triunfo de la Santa Cruz, también de Valdés Leal.
Las obras anteriormente descritas daban paso a las seis pinturas de Murillo sobre la misericordia, cuatro de las cuales fueron robadas, en 1810, durante la Guerra de la Independencia, por el Mariscal francés Soult, que posteriormente exhibió orgullosamente en su casa de París. A su muerte, las pinturas fueron vendidas por sus herederos, encontrándose en diversos museos del mundo, la Galería Nacional británica de Londres, la Galería Nacional canadiense de Ottawa, la Galería Nacional estadounidense de Washington y el Ermitage de San Petersburgo.
Estos lienzos fueron sustituidos en un principio por cuatro paisajes con escenas bíblicas de Miguel Luna, que rompían el discurso iconográfico pretendido por Mañara. Desde 2008, se han colocado reproducciones de los cuadros originales de Murillo que hacen conservar el sentido iconográfico del conjunto de la iglesia y los cuadros de Luna se han restituido a la sala de capítulos alta con otros cuatro paisajes de su mano fechados en 1674.

##### Retablo mayor
El retablo mayor constituye una de las partes más destacadas de la iglesia. En 1670 Miguel de Mañara propuso la realización del retablo, en el que debía representarse la séptima de las obras de misericordia: enterrar a los muertos. La junta de gobierno contó con dos proyectos, de Francisco Dionisio de Ribas y de Bernardo Simón de Pineda. Con el asesoramiento de un grupo de hermanos del que formaba parte José Molina de Argote, Diego Ortiz de Zúñiga y Bartolomé Murillo, la junta escogió la propuesta de Pineda. El precio final del retablo se fijó en 12 000 ducados, en lo que se incluía toda la escultura, que debía ser elaborada por Pedro Roldán. En 1674 se concluyó la obra con el dorado, estofado y policromía elaborado por Valdés Leal, que percibió 10 000 ducados por su trabajo.
El retablo consta de un banco sobre el que se levanta el primer cuerpo dividido por columnas de estilo salomónico. En su centro hay un brillante grupo escultórico de gran tamaño que representa el entierro de Cristo, se encuentra completado por un bajo relieve que contribuye a aumentar la sensación de profundidad del grupo principal. En el cuerpo superior del retablo aparecen representadas de forma alegórica la Fe, la Esperanza y la Caridad rodeadas de niños. Por último, en los laterales del retablo se encuentran dos figuras de San Roque, como protector de las epidemias y San Jorge como titular del templo.
La composición de la escena del entierro está resuelta de acuerdo con las reglas de la Hermandad de la Santa Caridad para los enterramientos de pobres y ajusticiados, que estipulaban que dos hermanos debían recoger el cuerpo del ajusticiado en sus brazos, como habían hecho José de Arimatea y Nicodemus con el de Cristo, para entregarlo después al hermano mayor. Tal actitud parece que es la que adoptan Arimatea y Nicodemus en la representación, mientras que San Juan, que aparecen en centro del grupo, ocuparía el papel del hermano mayor.
El retablo constituye en sí mismo una obra maestra del barroco español, la mejor creación de Bernardo Simón de Pineda y uno de los elementos claves y fundamentales de la retablística hispana. En el que la estructura se concibe como escenografía, completando la arquitectura del templo, que sirve de marco a la representación del entierro de Cristo, en el que se finge la existencia de un espacio dilatado, que culmina con el paisaje del Monte Calvario pintado por Valdés Leal como fondo de la citada representación. Todo el conjunto contribuye a captar la atención del espectador e introducirlo en la escena.

##### Muro izquierdo
En la parte más alta del muro izquierdo se encontraban los cuadros Abraham recibe a tres ángeles y el Retorno del hijo pródigo, pertenecientes a la serie de Murillo sobre la misericordia, antes mencionada, y que actualmente se localizan respectivamente en el National Gallery de Ottawa y la National Gallery de Washington. Debajo de éstas, se encuentra en primer lugar un San Juan de Dios con un enfermo, uno de los dos cuadros de Murillo de la serie de la misericordia que no fueron robados; a continuación un retablo diseñado por Simón de Pineda, alberga una pintura de Murillo que representa la Anunciación. En este lado también se encuentra un interesante púlpito, rematado por una escultura de Pedro Roldán.
A continuación, en la parte alta del antepresbítero, está uno de los dos cuadros de Murillo que hacen referencia a milagros relativos a la Caridad; es de un mayor tamaño que los anteriores y representa a Moisés haciendo brotar agua de la Roca, haciendo referencia a la función de asistencia que desempañaba la Hermandad de la Santa Caridad (dar de beber a los que tienen sed). En la parte inferior aparece el retablo de la Virgen de la Caridad, original de Simón de Pineda, y una escultura del siglo XVI que es la única obra de la iglesia anterior al siglo XVII; rematando el retablo se halla El Niño Jesús de Murillo.

##### Muro derecho
En el muro de la derecha, y comenzando por la izquierda (lado de la entrada) se encontraban en la parte alta los otros dos lienzos de Murillo de la serie de la misericordia que fueron robados, El levantamiento del tullido y La Liberación de San Pedro, actualmente en la National Gallery de Londres y el Ermitage de St. Petersburgo; por debajo de los anteriores, la composición realizada por Murillo que representa a Santa Isabel de Hungría curando a los tiñosos, la segunda de las obras de la misericordia que no fue robada en 1810, y a continuación un retablo del Santo Cristo de la Caridad, con una escultura original de Pedro Roldán.
Del lado del altar, en la parte superior, se puede contemplar la segunda obra de Murillo sobre los milagros de la Caridad: La multiplicación de los panes y los peces (dar de comer a quien tiene hambre). En la parte inferior se localiza el retablo de San José, ejecutado por Bernardo Simón de Pineda, mientras que la escultura de Santo es obra de Cristóbal Ramos, del siglo XVIII. En la parte superior del retablo aparece otra pintura de Murillo que representa a San Juan Bautista niño.

## Hospital

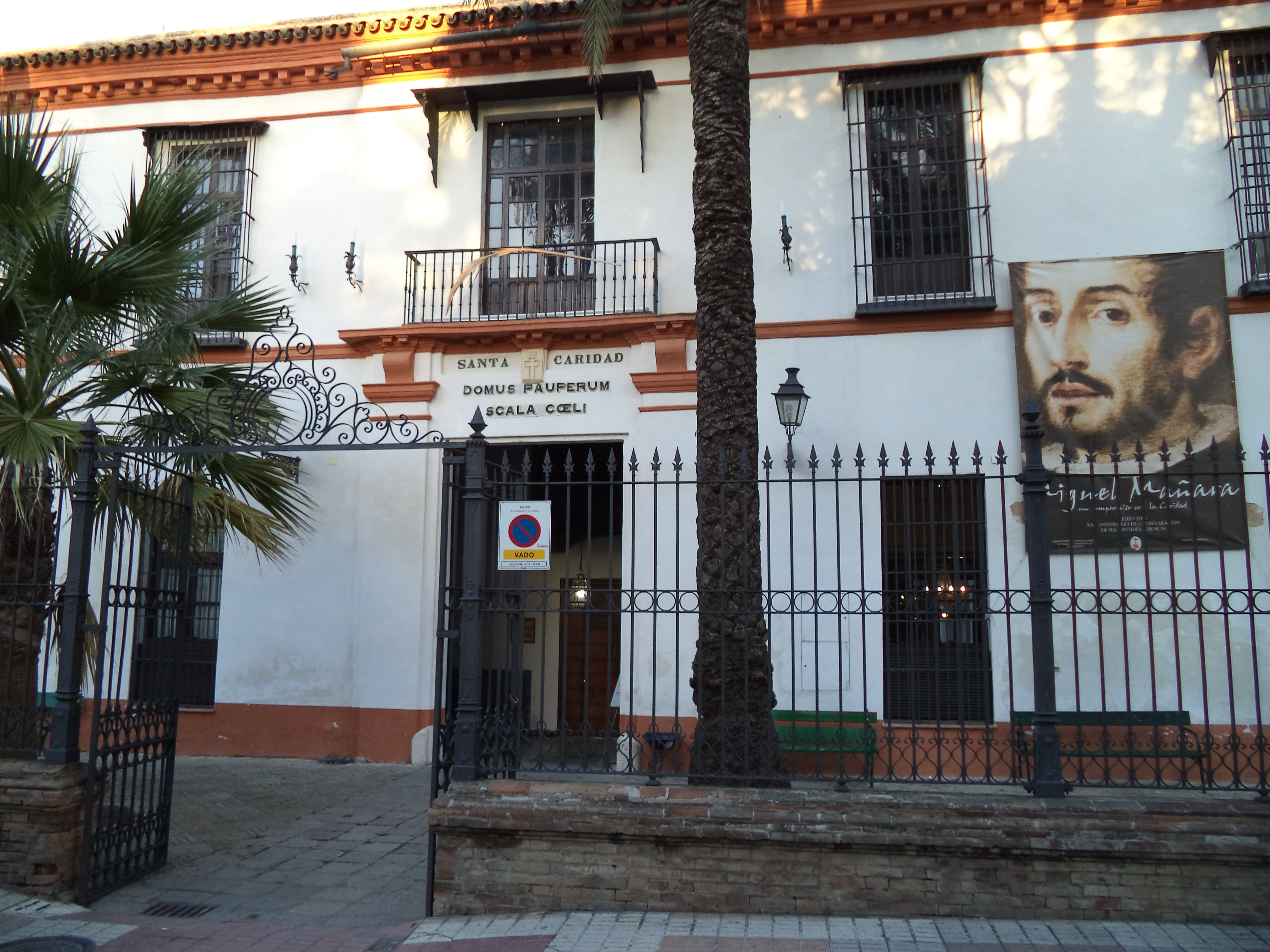
Exterior del Hospital de la Caridad de Sevilla, en la calle Dos de Mayo

Miguel de Mañara impulsó la construcción del hospital, completando tres salas. Para su construcción se aprovecharon las naves colindantes de las antiguas atarazanas reales que había mandado edificar el rey Alfonso X, en 1252.
El hospital se encontraba destinado a la atención de pobres y vagabundos. En un principio, los miembros de la hermandad consideraron una participación menor en el proyecto con la creación de un hospicio donde pudieran pasar la noche los vagabundos de la ciudad. El hospicio existió durante ocho años, tras los cuales la Hermandad tomó la decisión de ampliarlo y convertirlo en hospital.
Se construyó la primera sala por el arquitecto Francisco Ruiz de Escalona, que se llamó Sala de Cristo. En 1674 se quedó pequeña dada la necesidad de plazas. Por ello, Miguel de Mañara decidió en 1675 tomar una nueva nave (de la Virgen, 1676) y realizar el mismo proceso que el anterior. Las dos naves edificadas habían sido hechas con columnas en el centro de la sala. Las obras duraron un año y fueron realizadas por el mismo arquitecto.
Para ello contó con la inestimable ayuda del comerciante Francisco de Castro. En su testamento de 5 de junio de 1679, dejó un legado de 16 000 pesos al Hospital de la Santa Caridad (Sevilla), de los cuales, Miguel de Mañara destinó 14 mil para fabricar una nueva enfermería equipada con todo lo necesario para su servicio. Los 2 mil pesos restantes, mil se destinaban a la compra de 24 camas con la ropa necesaria, y los otros mil para confeccionar un altar en dicha enfermería con los adornos decentes y precisos, así como para la hechura de imagen de Nuestra Señora del Rosario, patrona titular de la institución hospitalaria. Para dedicarla a la Virgen, Mañara encargó dicha escultura de Nuestra Señora del Rosario al pintor Juan de Valdés Leal.
En 1678 se preparó una tercera nave bajo la advocación de San Antonio y, aunque su construcción fue más económica, tardó más en finalizarse, y se inauguró en 1682. En esta ocasión no se hizo con columnas y se mantuvo el techo abovedado original de las Atarazanas.
En 1856 se construirá una cuarta sala en la siguiente nave por el arquitecto Francisco Cansino, que repite la estructura de la de San Antonio, dedicándose a San José.

Fuentes del patio del hospital.
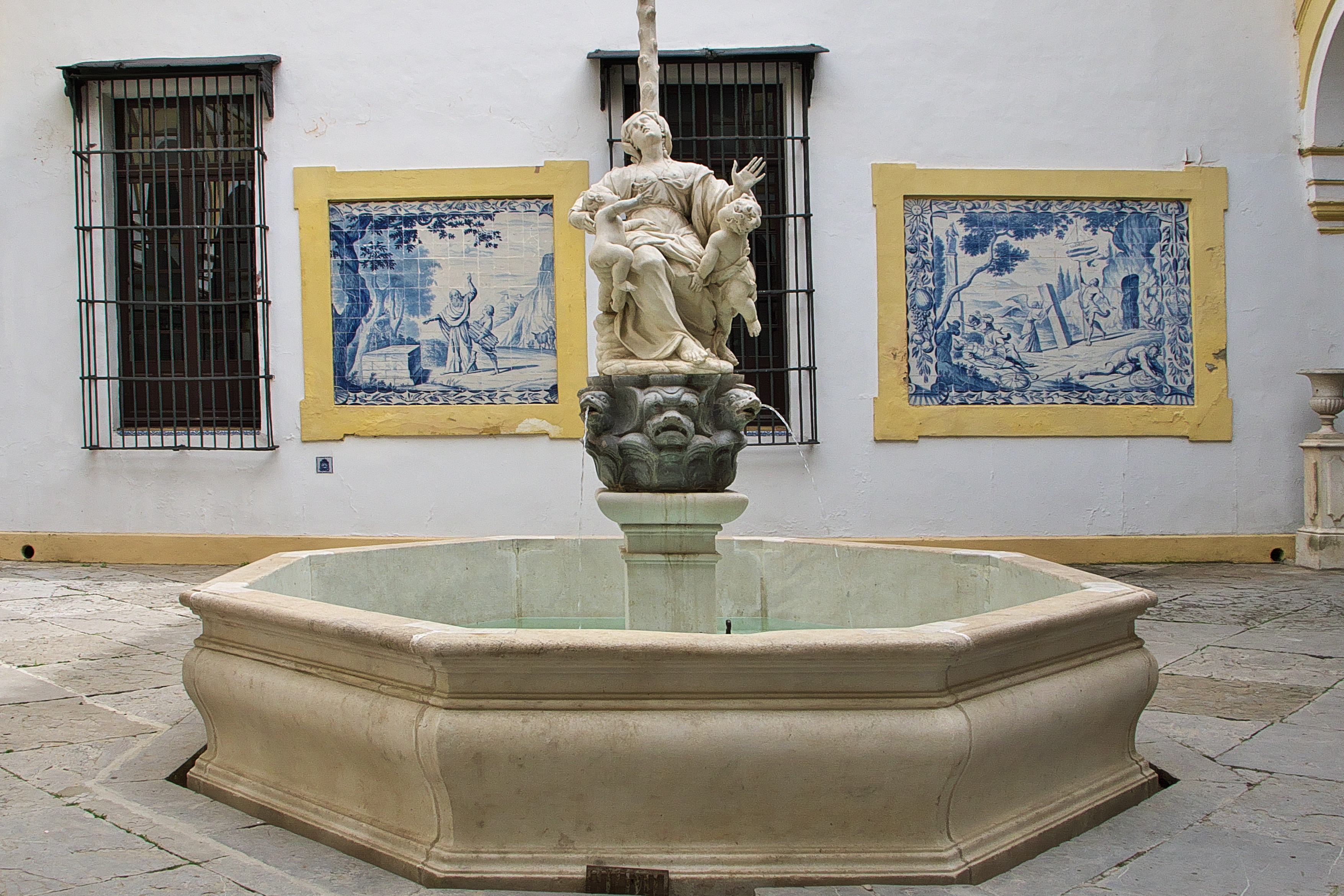
Fuente de la Caridad
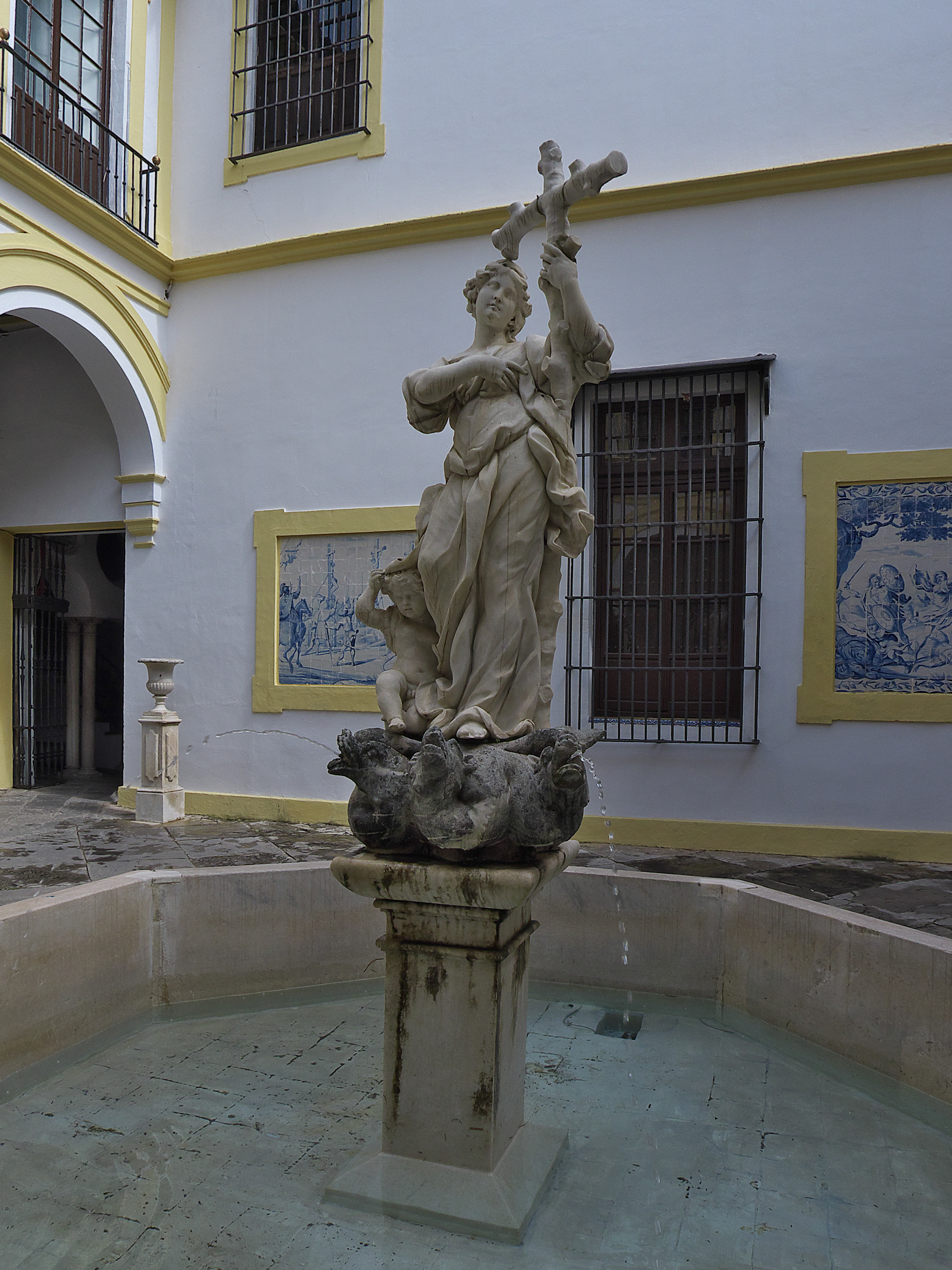
Fuente de la Fe

### Patio y sala de cabildos

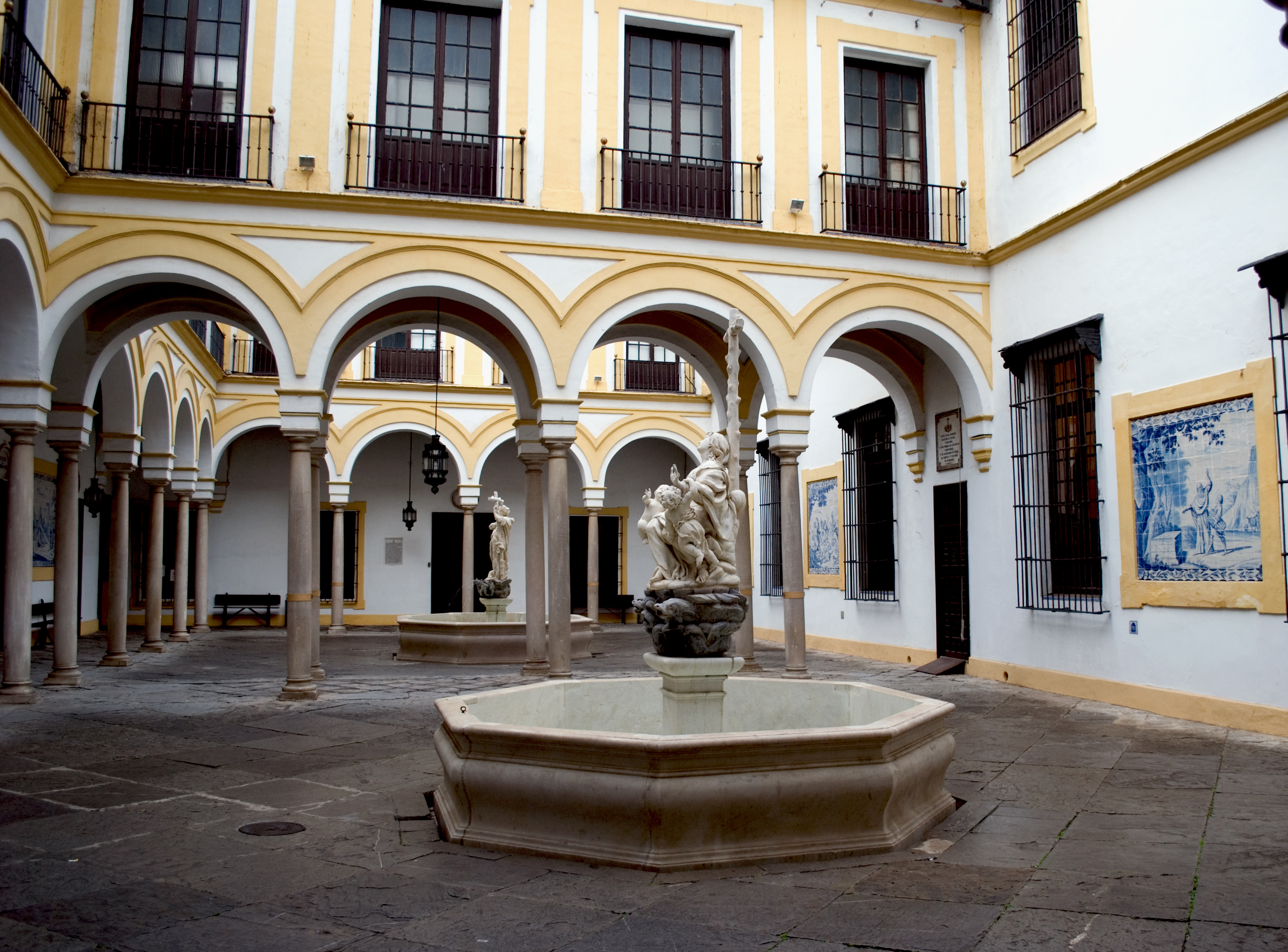
Vista general del patio de entrada del hospital. Pueden apreciarse las dos fuentes, en dos zonas separadas por filas de columnas

Ante las salas se construyó un amplio patio de acceso, dividido en dos partes separadas por un pasaje volado sobre columnas. El patio se encuentra flanqueado por tres de sus lados por columnas toscanas rematadas con arcos de medio punto y decorado con siete paneles de azulejos de 1700, de origen holandés, que representan escenas bíblicas que en un principio pertenecieron al Convento de los Descalzos de Cádiz. En cada uno de los espacios del patio se levanta una fuente de mármol con grupos escultóricos de la Fe y la Caridad, respectivamente, realizadas en Génova en 1682.
Desde el patio se accede a la antigua sala de cabildos, en la que se conservan algunos objetos relacionados con Miguel de Mañara, como una de las espadas que le pertenecieron o la mascarilla mortuoria. Las paredes recogen interesantes pinturas entre las que destaca un retrato de Mañara obra de Valdés Leal y un crucificado de Zurbarán.
Entre sus patios se encuentra el Jardín de los Rosales. En su centro hay un busto de bronce de Miguel de Mañara sobre una columna de mármol blanco, que fue realizado por José Lafita Díaz en 1928 y está rodeado por varias macetas con rosales vinculados que, se supone, fueron plantados por ese personaje histórico.[cita requerida]